# Parti libéral-social
Le Parti libéral-social (en portugais : Partido Liberal Social, abrégé en PLS) est un parti politique libéral portugais.

## Histoire
L'origine du parti tient dans la volonté de José Cardoso, ex-candidat à la présidence de l'Initiative libérale et tenant d'une ligne relevant du libéralisme social en interne, de fonder un nouveau projet politique, un an après sa défaite lors des élections internes de ce parti avec 4,3% des suffrages exprimés. Cardoso quitte alors l'IL et annonce la fondation du Parti libéral-social, dont une première tentative d'inscription au registre des partis politiques portugais est rejetée par le Tribunal constitutionnel en novembre 2024.
Le Tribunal constitutionnel acte finalement la fondation du parti par un arrêt en date du 11 mars 2025.

## Résultats électoraux

### Élections législatives
| Année | Tête de liste | Voix  | %    | Rang | Sièges  | Statut              |
| ----- | ------------- | ----- | ---- | ---- | ------- | ------------------- |
| 2025  | José Cardoso  | 7 332 | 0,12 | 17e  | 0 / 230 | Extra-parlementaire |

### Élections municipales
| Année | Municipalités | Municipalités | Municipalités | Municipalités | Municipalités | Freguesias | Freguesias | Freguesias  |
| Année | %             | Rang          | Maires        | Échevins      | Conseillers   | %          | Rang       | Conseillers |
| ----- | ------------- | ------------- | ------------- | ------------- | ------------- | ---------- | ---------- | ----------- |
| 2025  | À venir       | À venir       | À venir       | À venir       | À venir       | À venir    | À venir    | À venir     |